# Brontotheriidae
Brontotheriidae, còn được gọi là Titanotheriidae, là một họ động vật có vú đã tuyệt chủng thuộc bộ Guốc lẻ Perissodactyla (bộ chứa ngựa, tê giác, và heo vòi). Bề ngoài họ có vẻ giống như tê giác, trên thực tế chúng liên hệ chặt chẽ với ngựa hơn. Chúng sống vào khoảng 56-34 triệu năm trước, đến cuối thế Eocen. 
| Wikispecies có thông tin sinh học về Brontotheriidae                              |
| Wikimedia Commons có thêm hình ảnh và phương tiện truyền tải về Brontotheriidae . |